# Lulworth Sinus
Il Lulworth Sinus è una struttura geologica della superficie di Titano.